# عزلة الاملوك (إب)

تعديل مصدري - تعديل

عزلة الاملُؤك هي إحدى عزل مديرية الشعر في محافظة إب اليمنية ويبلغ تعداد سكانها 13291 نسمة حسب التعداد السكاني في اليمن لعام 2004.

## روابط خارجية
- الجهاز المركزي للإحصاء بالجمهورية اليمنية
- المركز الوطني للمعلومات باليمن
- الدليل الشامل